# Uropachylus anthophilus
Uropachylus anthophilus is een hooiwagen uit de familie Gonyleptidae.